# Stylophorum diphyllum
Stylophorum diphyllum is de botanische naam van een meerjarige plant uit de papaverfamilie (Papveraceae). De plant komt van nature voor in het midden en oosten van Noord-Amerika. Ze wordt daar Celandine poppy genoemd.
De plant wordt ongeveer een halve meter hoog. De bloemen hebben vier gele kroonbladen. De plant bloeit van april tot in juni.
Het gebladerte is blauwgroen.
Haar habitat bestaat uit humeuze grond in matig vochtige tot vochtige bossen en langs de oevers van beken en stromen. Ze groeit in de schaduw en halfschaduw.
Wanneer de grond uitdroogt, "slapen" de planten in.

## Gebruik
De indianen gebruikten het helder gele melksap uit de stengels als kleurstof.